# Champ Dan Ulduzu
Le champ Dan Ulduzu est un champ de pétrole et de gaz situé à 105 km au nord-est de Bakou, en Azerbaïdjan, à l'ouest du champ pétrolifère  Karabakh, dans la partie nord de l'archipel d'Abcheron. En azerbaïdjanais, Dan Ulduzu signifie l'étoile polaire.

## Forage renouvelé
En 2004, SOCAR a confirmé son intention de revitaliser le projet dans les champs Dan Ulduzu et Achrafi en 2007. SOCAR a l'intention de forer 19 puits d'ici 2015, ce qui nécessitera un investissement de 2,76 milliards de manats azerbaïdjanais. Actuellement, le forage est effectué par la Société de forage caspienne, contracté pour divers projets par SOCAR.

## Bloc de Dan Ulduzu-Achrafi
L'accord de partage de production  pour l'exploration, le développement et la production entre SOCAR et le consortium NAOC pour le bloc Dan-Ulduzu-Achrafi a été signé le 14 décembre 1996. La superficie du contrat est de 453 km2. La profondeur de l'eau sur place est de 160 mètres (520 pieds) - 180 mètres (590 pieds). Selon le contrat, 3 puits d'exploration seraient forés et en cas de succès, la production commencerait en 2003 avec une production prévue pour atteindre 7 millions de tonnes par an d'ici 2007.
L'Azerbaïdjan aurait également reçu 75 millions de dollars de bonus. L'investissement total en immobilisations était estimé à 2,5 milliards de dollars. Après le forage de 3 puits d'exploration, 2 millions de tonnes de pétrole ont été découvertes à Dan Ulduzu et 6 millions de tonnes ont été trouvées sur le champ d'Achrafi en janvier 1998. Pendant la phase d'exploration, en 1998-2001, le prix du baril de pétrole était inférieur à 20 $. En raison des prix bas, le bloc n'était pas considéré comme commercialement viable. Le 7 mars 2000, le contrat d'exploration a pris fin et n'a pas été renouvelé par le consortium.